# Градиште - Каљаја
Градиште је археолошко налазиште који се налази у месту Бинач, општина Витина, Косово и Метохија, Србија. Период градње је између 300. и 1100. године.
Локалитет се налази на узвишењу, на десној обали Горње Мораве, где су откривени налази касноантичке и рановизантијске тврђаве, који се датују у период између 4. и  6. века. Налази из византијског периода датовани су у 11. век.
У повељи цара Василија II из 1019. године помиње се ово утврђење.